# Beneath the Boardwalk
Beneath the Boardwalk es una colección no oficial de canciones grabadas de la banda de indie rock inglesa Arctic Monkeys. Su nombre es una referencia al club en el que la banda solía tocar a menudo, "The Boardwalk". A menudo se presentan erratas, incluyendo en un sitio popular de fanes, debido a que la colección es llamada frecuentemente de la manera errónea Beneath the Broadwalk.
Beneath the Boardwalk estuvo disponible para su descarga gratuita en la página oficial del fotógrafo amateur Mark "The Sheriff" Bull.
La colección es una larga lista de demos e introdujo un largo número de gente a la banda, antes del lanzamiento de su primer álbum, Whatever People Say I Am, That's What I'm Not y lo ayudó a convertirse en el álbum debut más vendido por una banda en la historia de la música británica.
La colección ya no está disponible de la página original, y debe de ser conseguida de otras páginas o de programas peer-to-peer.

## Lista de canciones
1. "A Certain Romance"
2. "Bigger Boys and Stolen Sweethearts"
3. "Choo Choo"
4. "Cigarette Smoke" (después reescrita y lanzada como "Cigarette Smoker Fiona")
5. "Dancin' Shoes" (después renombrada "Dancing Shoes")
6. "Fake Tales of San Francisco"
7. "Knock a Door Run"
8. "Mardy Bum"
9. "On the Run from the MI5"
10. "Riot Van"
11. "Scummy" (después renombrada "When the Sun Goes Down")
12. "Still Take You Home"
13. "Wavin' Bye to the Train or the Bus"
14. "Bet You Look Good on the Dancefloor" (después renombrada "I Bet You Look Good on the Dancefloor")
15. "Stickin' to the Floor"
16. "Space Invaders"
17. "Curtains Closed"
18. "Ravey Ravey Ravey Club"

Una canción que es a menudo puesta erróneamente junto con estas canciones es "From the Ritz to the Rubble", debido a que la primera versión de esta canción estuvo solamente disponible en el EP debut de la banda Five Minutes with Arctic Monkeys, y no forma parte de esta colección.
- Datos: Q3282942